# Horst Tautenhahn
Horst Tautenhahn (* 12. Februar 1937; † 27. April 2016) war ein deutscher Fußballspieler. Zwischen 1957 und 1961 bestritt er in der DDR-Oberliga, der höchsten Spielklasse im DDR-Fußball, 27 Spiele für den SC Wismut Karl-Marx-Stadt und erzielte dabei fünf Tore. 1957 und 1959 wurde er mit dem SC Wismut DDR-Meister.

## Sportliche Laufbahn
Sein erstes Oberligaspiel absolvierte Tautenhahn am dritten Spieltag der Saison 1957 (die Fußballsaison entsprach dem Kalenderjahr). In der Begegnung am 31. März SC Wismut Karl-Marx-Stadt – Fortschritt Weißenfels (3:0) wurde er in der 80. Minute für den Stürmer Horst Freitag eingewechselt. Anschließend kam Tautenhahn noch in zwei weiteren Punktspielen zum Einsatz. Am Saisonende wurde er mit dem SC Wismut DDR-Meister. Auch in den folgenden Spielzeiten bis 1962 blieb Tautenhahn nur Ersatzspieler. Sein erstes Oberligator schoss er 1958 beim Spiel SC Wismut – Rotation Babelsberg, als er beim 3:0-Sieg den 2:0-Zwischenstand erzielte. Seine erfolgreichste Saison spielte Tautenhahn 1959, als er in zehn Oberligaspielen eingesetzt wurde, drei Tore erzielte und mit seiner Mannschaft zum zweiten Mal Meister wurde. Seinen letzten Oberligaeinsatz hatte er am 24. September 1961, dem 18. Spieltag der Saison 1961/62 (wegen der Umstellung auf die Sommer-Frühjahr-Saison wurden 39 Punktspiele ausgetragen): In der Begegnung gegen den SC Chemie Halle (2:4) wurde er als rechter Mittelfeldspieler aufgeboten. Damit war seine Karriere im höherklassigen Fußball beendet. Bis 1962 wurde Tautenhahn noch in den Spielen der Oberligareserve eingesetzt, wo er sowohl im Mittelfeld als auch im Angriff spielte.
Sein Sohn Udo spielte in den 1990er-Jahren ebenfalls professionell Fußball.